# Партизанско гробље у Крушеву
|  | Овај чланак је део чланка о Споменицима посвећеним Народноослободилачкој борби 1941—1945. |

Партизанско гробље у Крушеву се налази на градском гробљу у Крушеву, у пределу под именом Алеја великана. Састоји се од две парцеле на којима је 20 палих бораца НОВЈ из Крушева и околних села сахрањено у индивидуалним горбовима. Сви су гробови саграђени од бетона, а на сваком је постављена и метална надгробна плоча с њиховим именом. На горњем делу, у центру Алеје, налази се скулптура од белог цемента испред које су три металне плоче са списком од укупно 72 пала борца из Крушева и околине. Међу њима је и народни херој из Крушева, Манчу Матак.